# Fusion (Hawklords)
Fusion is het vijfde studioalbum van de band Hawklords, die in 2008 werd opgericht. De muziek heeft niets te maken met fusion; de band speelt al vanaf het begin spacerock. De muziek werd opgenomen in The Earth Lab, The Music Complex en Threecirckes Recording Studios. Gastzangeres Kim McAuliffe van Girlschool nam haar partij in SR-71 op in de Redwood Studios in Londen. Het album genereerde onvoldoende aandacht om in albumlijsten te geraken, maar wel in een specifieke hardrocklijst in Engeland. Het was het laatste album met Ron Tree in de gelederen. Het album verscheen zowel op compact disc als op elpee. Thema van het album was sex, dood, kunst, tijd en identiteit.

## Musici
- Harvey Bainbridge – synthesizers, zang
- Dave Pearce – drumstel
- Jerry Richards – gitaar, toetsinstrumenten, basgitaar, geluidseffecten, zang
- Ron Tree – zang
- Tom Ashurst – basgitaar
- Kim McAuliffe – zang op SR-71

## Muziek
| Nr. | Titel                                                  | Duur |
| --- | ------------------------------------------------------ | ---- |
| 1.  | Out of phase (Richards, Tree, Pearce)                  | 7:20 |
| 2.  | SR-71 (Richards, Pearce)                               | 4:29 |
| 3.  | What’s next (Richards, Tree, Pearce)                   | 3:39 |
| 4.  | Circus freaks (Richards, Tree, Pearce)                 | 7:31 |
| 5.  | The moment (Bainbridge, Richards)                      | 3:26 |
| 6.  | Step of the edge (Richards, Bainbridge, Tree, Pearce)  | 8:24 |
| 7.  | Split (Richards, Tree, Pearce)                         | 3:20 |
| 8.  | The time that we forgot (Richards, Bainbridge, Pearce) | 5:48 |

What’s next refereert aan de White Sands Missile Base in 1945 met het Manhattan Project van Robert Oppenheimer ("Oppenheimer’s nuclear drive"). SR-71 verwijst naar Lockheed SR-71 (Blackbird) ("Fly like an SR-71").